# 贩毒集团
毒品卡特尔或贩毒集团（英語：drug cartel）是由多位独立的毒枭组成的犯罪组织，旨在限制竞争、控制毒品的生产和分销。他们组织严密、资金充足、高效、残忍无情。自20世纪80年代以来，毒品卡特尔一直主宰着国际毒品贸易。
毒品卡特尔并不是严格意义上的卡特尔，而是具有层次结构的犯罪组织。毒品卡特尔在拉丁美洲国家很常见，他们之间常因竞争而发生地盘争夺战。